# Lithospermum matamorense
Lithospermum matamorense är en strävbladig växtart som beskrevs av Dc. Lithospermum matamorense ingår i släktet stenfrön, och familjen strävbladiga växter. Inga underarter finns listade i Catalogue of Life.